# Célula B-1
Las células B1 son una subclase de linfocitos de tipo B que participan en la respuesta inmune humoral. No son parte del sistema inmunitario adaptativo, ya que no tienen memoria, por lo contrario, las células B1 desempeñan muchas de las mismas funciones que otras células B: fabricar anticuerpos contra antígenos y actuar como células presentadoras de antígenos. Estas células B1 se encuentran comúnmente en sitios periféricos, pero se encuentran con menos frecuencia en la sangre. Estas células están involucradas en la respuesta de anticuerpos durante una infección o vacunación.
Hay dos tipos de subconjuntos de células B1, células B1a y células B1b. Se ha demostrado que las células B1b son capaces de respuestas de memoria. Las células B1b también pueden reconocer antígenos protectores en bacterias, lo cual es único porque se dirigen a algo interno.

## Origen
Las células B1 se producen primero en el feto y la mayoría de las células B1 se autorrenuevan en la periferia, a diferencia de las células B convencionales (células B2) que se producen después del nacimiento y se reemplazan en la médula ósea.

## Tipos
Se ha descubierto que las células B1 humanas tienen un perfil marcador de CD20+ CD27+ CD43+ CD70- y podrían ser CD5+ o CD5-, lo que se ha debatido desde entonces. Se cree que CD5-CD72 media la interacción célula B-célula B. Lo que diferencia a las células B1 de otras células B es la existencia variable de CD5, CD86, IgM e IgD. Las células B B1, en el ratón, se pueden subdividir en subtipos B-1a (CD5+) y B-1b (CD5-). A diferencia de las células B B1a, el subtipo B-1b puede generarse a partir de precursores en la médula ósea adulta. Se ha informado que los precursores B1a y B1b difieren en los niveles de expresión de CD138.
En comparación con las células B1a, las células B1b parecen reconocer más tipos de antígenos, incluidos los antígenos intracelulares. Anteriormente, se pensaba que el reconocimiento de antígeno de células B1b era aleatorio; sin embargo, investigaciones recientes indicaron que las células B1b se dirigen específicamente a una variedad de antígenos protectores, también llamados factores conservados, sobre otros tipos de antígenos.
Estudios funcionales recientes indican una nueva subdivisión de la labor que se asigna a las células B1a como productoras de anticuerpos séricos naturales (7). En contraste, las células B1b parecen ser la fuente principal de producción dinámica de anticuerpos independientes de células T (TI) y protección a largo plazo después de una infección bacteriana como Borrelia hermsii y Streptococcus pneumoniae. Estos estudios indican diferencias de subconjuntos preexistentes en la especificidad del receptor de células B (BCR) y el destino de las células B impulsadas por antígeno que siguen siendo características importantes no resueltas del sistema.

## Papel en la respuesta inmune
Las células B1b son las células B más comunes involucradas en la respuesta de anticuerpos durante una infección o vacunación. Esto se debe a que pueden responder sin recibir una señal de activación de una célula T Helper.
Las células B1 expresan IgM en mayores cantidades que IgG y sus receptores muestran poliespecificidad, lo que significa que tienen bajas afinidades por muchos antígenos diferentes. Estas inmunoglobulinas poliespecíficas a menudo tienen preferencia por otras inmunoglobulinas, antígenos propios y polisacáridos bacterianos comunes. Las células B1 están presentes en cantidades bajas en los ganglios linfáticos y el bazo y, en cambio, se encuentran predominantemente en las cavidades peritoneales y pleurales. Las células B1 generan diversidad principalmente a través de la recombinación recombinante (existe una recombinación preferencial entre los segmentos del gen VH proximal D).[cita requerida]
Los linfocitos B, de tipo B1 expresan característicamente altos niveles de IgM de superficie (sIgM), CD11b demostrable y bajos niveles de IgD de superficie (sIgD), CD21, CD23 y la isoforma de células B de CD45R (B220). En ratones adultos, las células B1 constituyen una fracción menor del bazo y los tejidos linfoides secundarios, pero están enriquecidos en las cavidades pleurales y peritoneales. Se demostró que las células B1 surgen de precursores en el hígado fetal y la médula ósea neonatal pero no adulta, y constituyen la onda más temprana de células B periféricas maduras. 
Los linfocitos B, de tipo B1, expresan un repertorio de BCR separable. El análisis de secuencia indica anticuerpos con conjuntos restringidos de genes de la región V y un mayor uso de cadenas ligeras λ. Las secuencias de linfocitos B tipo B1 tampoco muestran evidencia de hipermutación somática (SHM), y pocas inserciones de secuencia de nucleótidos (N) no templadas, un patrón típico de las células B neonatales. El desarrollo eficiente de linfocitos B tipo B1 parece depender de reguladores positivos de la señalización de BCR y la pérdida de reguladores negativos promueve una mayor acumulación de linfocitos B B1. Por lo tanto, parece haber un papel para el antígeno propio o extraño en la configuración del repertorio del compartimento de linfocitos B B-1.
Los linfocitos B B1, se auto-renuevan automáticamente y secretan espontáneamente anticuerpos séricos IgM e IgG3. Estos anticuerpos séricos naturales muestran una extensa polirreactividad, autorreactividad demostrable y se unen a muchos carbohidratos comunes asociados con patógenos. Los anticuerpos séricos naturales desempeñan un papel temprano importante en la respuesta inmune a muchas bacterias y virus, pero requieren fijación del complemento para la eliminación efectiva del antígeno. Los mecanismos de detección innatos pueden movilizar rápidamente los linfocitos B B1 independientemente de la especificidad, lo que resalta la actividad innata de este compartimento separado de células B.[cita requerida]
Se sabe que las células B1b pueden inducir algún tipo de memoria, pero su papel en las células de memoria es desconocido y pueden seguir una ruta no tradicional.
Las células B1b tienen respuestas efectivas y duraderas a Borrelia hermsii, Streptococcus pneumoniae, Salmonella Enterica, Salmonella Typhi y Enterobacter cloacae.

## Aislamiento de laboratorio
En los laboratorios de investigación, las células B B1 pueden aislarse fácilmente de un ratón inyectando medio celular o PBS en la cavidad peritoneal del ratón y luego drenándolo mediante una técnica que refleja el lavado peritoneal diagnóstico. Las células se pueden identificar y colocar en dos categorías "B1a" o B1b "utilizando citometría de flujo en busca de la expresión de superficie de CD19, B220 y CD5. B1a expresa un nivel alto de CD5, mientras que B1b expresa un nivel bajo de CD5 a niveles casi ausentes; ambos son CD19+ y B220 low/-. 